# Elf (Tolkien)
In de boeken van J.R.R. Tolkien zijn elfen, de oudere kinderen van Ilúvatar, op mensen gelijkende wezens die echter nooit zullen sterven door ouderdom maar wel als ze in de strijd vallen of verongelukken. Ze zijn in de meeste dingen veel bedrevener dan mensen, machtig en wijs. De elfen spreken overwegend Quenya en Sindarijns.

## Ontwaken en reis naar Valinor

De verschillende elfenvolken

Lange tijd voor de Zon ontstaan is zijn de elfen ontwaakt bij Cuiviénen, het Water van Ontwaken. Daar worden ze gevonden door Oromë, die hen naar Valinor, het land van de Valar in Aman wil voeren. Om de elfen te overtuigen worden drie ambassadeurs (Ingwë, Finwë en Elu Thingol) naar Valinor gebracht om te zien hoe mooi dat land is. Wanneer ze terug zijn bij Cuiviénen roepen ze hun volk op ook naar Valinor te gaan. Een gedeelte van de elfen geeft geen gehoor aan deze oproep. Daarom worden ze Avari, Onwilligen genoemd. De elfen reizen naar het Westen als drie groepen: de Vanyar, de blonde elfen, geleid door Ingwë, de Hoge Koning van alle elfen, de Noldor, de diepe elfen, geleid door Finwë, en de Teleri, de zee-elfen, geleid door Elwë en zijn broer Olwë. De Vanyar en de Noldor worden zonder veel problemen naar Valinor geleid. Tol Eressëa, het Eenzame Eiland in het midden van de zee, wordt namelijk door Ulmo naar de kust van Midden-aarde gebracht. De Vanyar en de Noldor kunnen opstappen en worden op de kust van Valinor weer afgezet. Daar bouwen ze de stad Tirion op de groene heuvel Túna. De Teleri, die dan nog ver van zee leven, horen de oproep van Ulmo te laat en blijven in Midden-aarde. Een aantal van hen, de Nandor of groene elfen, is bij het zien van de Nevelbergen al achtergebleven. Uiteindelijk zijn er nog vele andere Teleri die in Midden-aarde blijven: de Sindar of grijze elfen, met als koning Elwë, die in het Sindarijns Elu Thingol, Koning Grijsmantel, wordt genoemd. De anderen, met Olwë als koning, worden net als de Vanyar en Noldor op Tol Eressëa naar Valinor verplaatst, maar in het zicht van de kust zet Ossë op verzoek van Ulmo het eiland vast. Een Era later leert hij de Teleri schepen bouwen om naar Valinor te varen. Daar bouwen ze Alqualondë, de Haven van de Zwanen, in de Baai van Eldamar.

## Ballingschap van de Noldor
Na de vernietiging van de Twee Bomen van Valinor en de roof van de Silmarillen keren de meeste Noldor terug naar Midden-aarde, na daartoe door Fëanor aangespoord te worden. Hun verblijf in Midden-aarde wordt Ballingschap genoemd omdat ze onder de Vloek van de Noldor vallen. Tijdens de Eerste Era strijden ze tegen Morgoth, maar uiteindelijk worden ze teruggedrongen tot het eiland Balar en een steunpunt aan de Mondingen van de Sirion. Vandaar vertrekt de Halfelf Eärendil naar Valinor om de Valar vergeving te vragen voor de Noldor en om de moeilijke omstandigheden van de elfen en mensen onder hun aandacht te brengen. Zijn verzoek wordt ingewilligd en de Valar, Maiar, de Vanyar en de Noldor in Aman trekken ten strijde tegen Morgoth en zijn legers in de Oorlog van Gramschap. De vijanden worden verpletterend verslagen en de elfen en mensen zijn voorgoed verlost van Morgoth zelf, hoewel zijn invloed blijft gelden en zijn aanhang niet uitgeroeid wordt. Aan het einde van de Eerste Era trekken de meeste elfen weg naar Valinor. Er blijven echter veel elfen in Midden-aarde. De belangrijkste van de achterblijvers zijn Círdan de Scheepsbouwmeester, Heer van de Grijze Havens, Celebrimbor, de zoon van Curufin, de zoon van Fëanor, Galadriel en Celeborn, Gil-galad en Elrond de zoon van Eärendil.

## Derde Era
In de Derde Era verblijven er geleidelijk aan minder elfen in Midden-aarde. Ze vermenigvuldigen zich niet snel en veel elfen varen over zee naar Aman. Tijdens de Oorlog om de Ring aan het einde van de Derde Era zijn er maar weinig elfen overgebleven. Galadriel en Celeborn regeren over Lothlórien, Elrond is heer van Imladris, Círdan bestuurt de Grijze Havens en Thranduil is koning over de boselfen in het Demsterwold. Het is mogelijk dat er ook buiten deze gebieden elfen wonen, maar ze zijn niet talrijk. Na de Derde Era worden Rivendel en Lothlórien verlaten en wordt Midden-aarde definitief het domein van de mensen.

## Stamboom

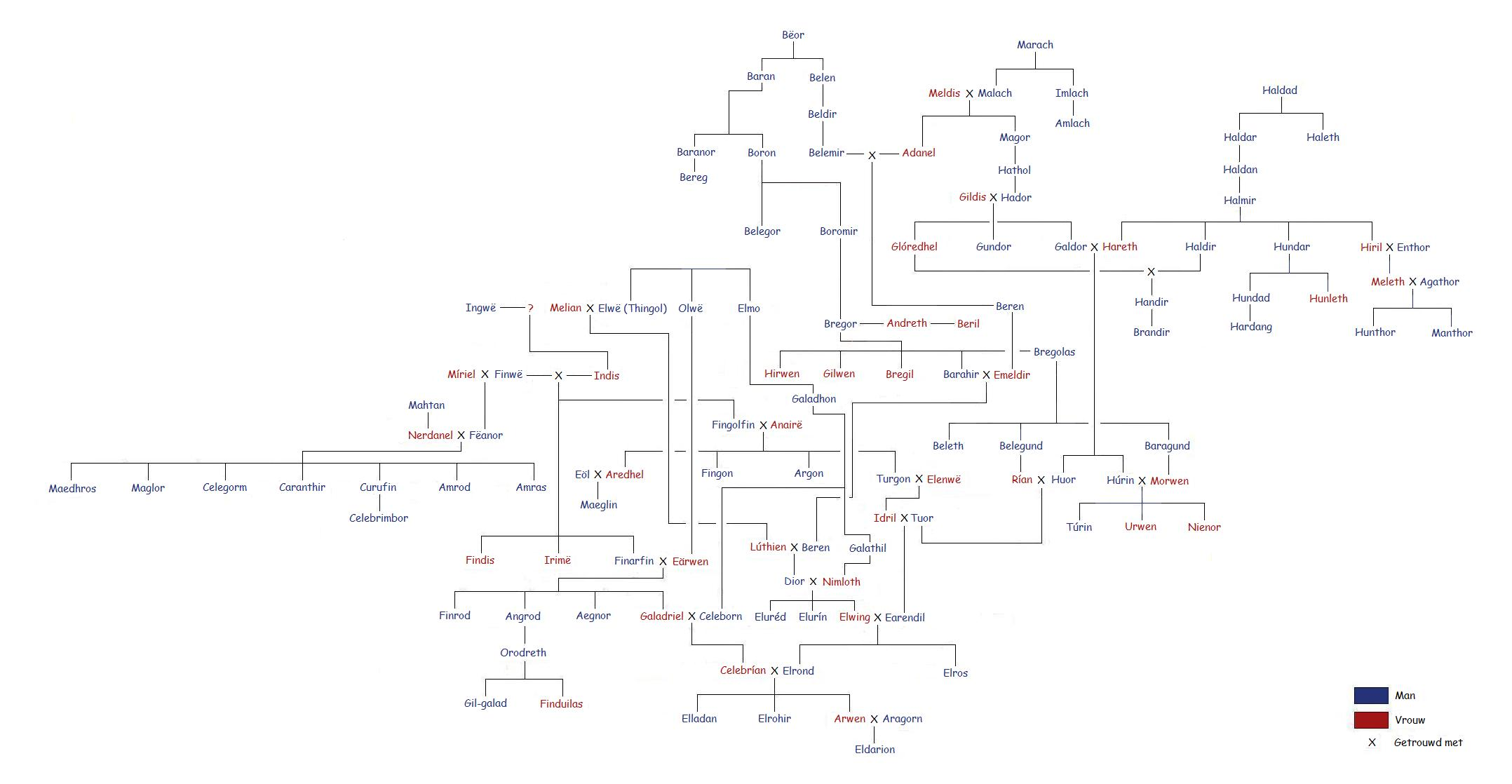
Deze afbeelding geeft een stamboom van vele elfen en hun verwantschappen met de mensen uit Midden-Aarde weer. Deze namen zijn vooral in de boeken De Silmarillion en Nagelaten vertellingen terug te vinden, geschreven door J.R.R. Tolkien.